# Sedrun
Sedrun (, toponimo romancio) è una frazione del comune svizzero di Tujetsch, nella regione Surselva (Canton Grigioni); è capoluogo e centro amministrativo del comune sparso del quale fa parte.

## Monumenti e luoghi d'interesse
- Chiesa parrocchiale cattolica di San Vigilio, attestata dal 1205[1].

## Economia
L'economia locale trae impulso principalmente dal turismo estivo (dalla fine del XVIII secolo) e invernale (stazione sciistica attiva dal 1929).

## Infrastrutture e trasporti

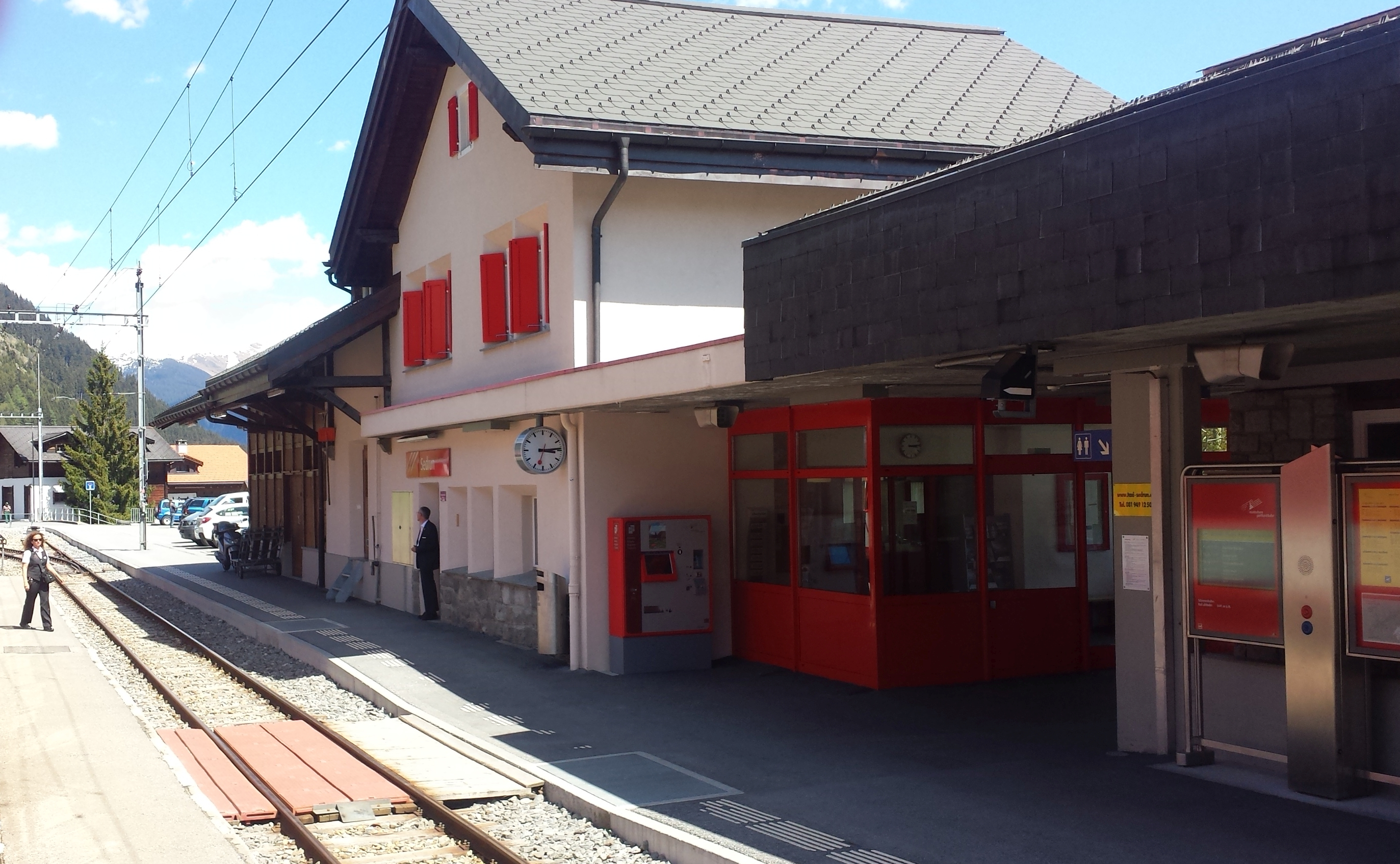
La stazione di Sedrun

Sedrun è servito dall'omonima stazione della Matterhorn-Gotthard-Bahn (linea del Furka-Oberalp); il centro abitato è attraversato dalla strada principale 19 che collega Briga a Reichenau.